# Metaponto
Metaponto (in greco antico: Μεταπόντιον?) è una frazione del comune di Bernalda, in provincia di Matera ed è una tra le più importanti località balneari della costa ionica lucana.
Ha circa 1 000 abitanti, che incrementano durante la stagione estiva.
Sorge nella pianura a cui la città stessa dà il nome, il Metapontino, tra i fiumi Bradano e Basento.
Fino al 1930, anno in cui fu acquisita da Bernalda, Metaponto apparteneva al comune di Pisticci.

## Origini del nome
Metaponto deriva dal greco μετά (τόν) πόντον (metá (tón) pónton) che significa "al di là del mare".

## Storia

### Le origini: Metapontion, Metapontum
Metaponto fu fondata da coloni greci dell'Acaia nella seconda metà del VII secolo a.C., su richiesta di rincalzo coloniale direttamente dalla madre patria, da parte di Sibari, per proteggersi dall'espansione di Taranto. Divenne molto presto una delle città più importanti della Magna Grecia.
Fonti antiche riportano che Metaponto sarebbe stata fondata da ecisti differenti, tra cui l'eroe greco Nestore di ritorno dalla guerra di Troia, e che vi fossero state due Metaponto, una risalente appunto a quel tempo, ed un'altra achea, di età storica.

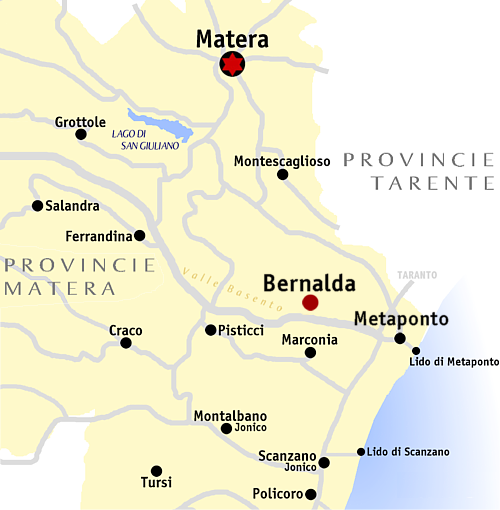
Posizione di Metaponto

La ricchezza economica della città proveniva principalmente dalla fertilità del suo territorio, testimoniata dalla spiga d'orzo che veniva raffigurata sulle monete di Metaponto e che divenne il simbolo stesso della città e che essa inviava in dono a Delfi.
A Metaponto visse e operò, fino alla fine dei suoi giorni nel 495 a.C. circa, Pitagora che vi fondò una delle sue scuole.
Metaponto stabilì un'alleanza con Crotone e Sibari e partecipò alla distruzione di Siris nel VI secolo a.C.
Nel 413 a.C. aiutò Atene nella sua spedizione in Sicilia.
Durante la Battaglia di Eraclea del 280 a.C. si alleò invece contro Roma con Pirro e Taranto.
Quando Roma vinse definitivamente la guerra contro Pirro, Metaponto fu duramente punita e alcuni esuli metapontini trovarono rifugio a Pisticci, unica città che era rimasta fedele a Metaponto durante la guerra. Altri esuli metapontini trovarono ospitalità a Genusium, l'attuale Ginosa.
Metaponto intanto subì uno sconvolgimento del tessuto urbano in seguito alla realizzazione, sul lato orientale della città, di un castrum, nel quale si insediò una guarnigione romana.

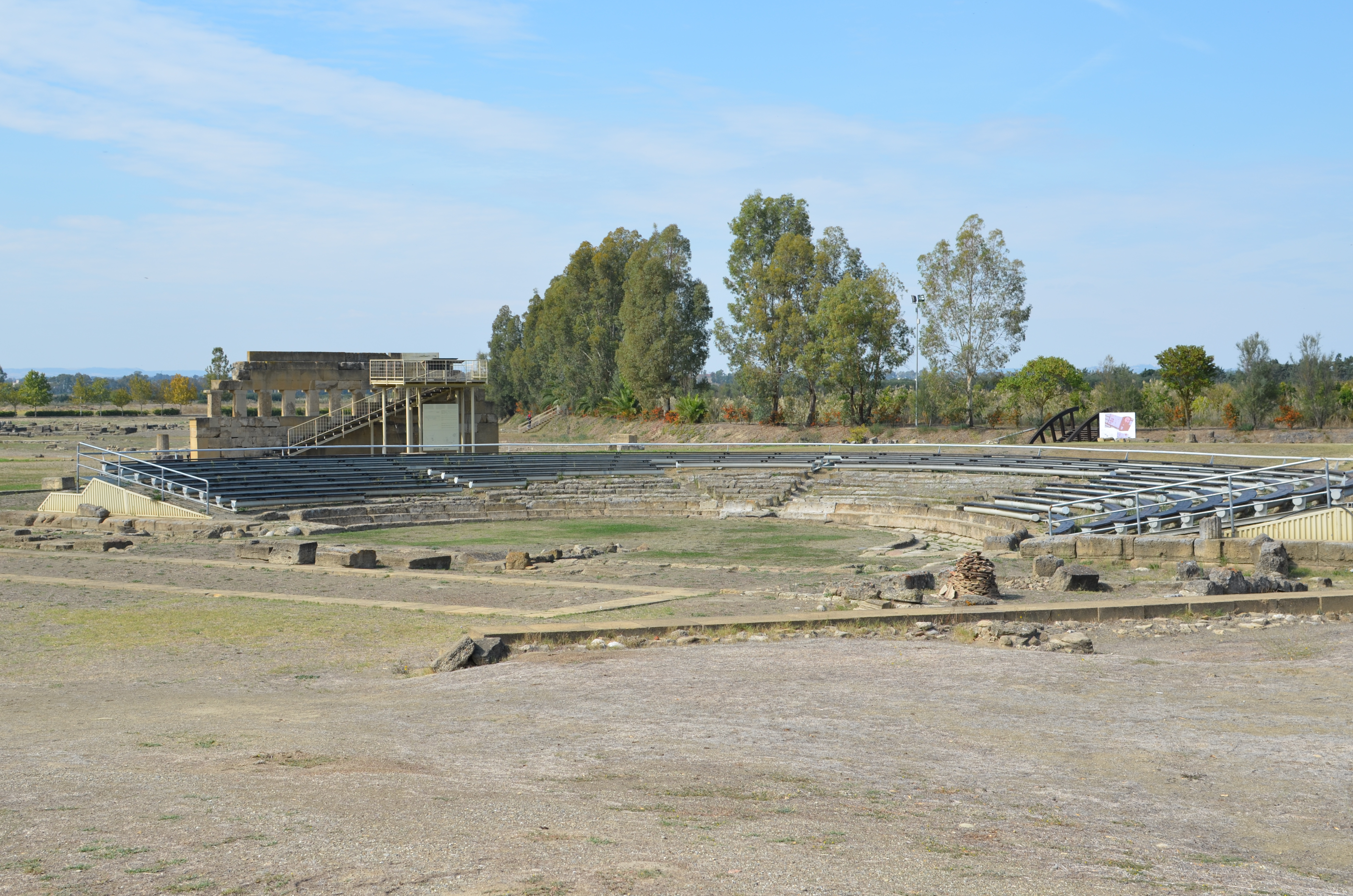
Teatro (ekklesiasterion) nell'area archeologica

Nel 207 a.C. offrì ospitalità ad Annibale e i romani la punirono nuovamente, distruggendola. Divenne allora città federata riacquistando il suo splendore intorno al I secolo a.C.
L'espansione urbana della città continuò fino all'età romana.
Nel 72 - 73 a.C. la piana di Metaponto fu teatro del passaggio dell'esercito di schiavi e disperati guidati da Spartaco. Difatti i primi successi contro l'esercito di Roma permisero a Spartaco di raccogliere nuovi consensi, anche nella zona della Lucania, lo testimonia Plutarco: “molti mandriani e pastori della regione, che, gente giovane e robusta, si unirono ad essi”, e di agire liberamente saccheggiando Metaponto. È in quelle terre che Spartaco si incontrò con il pirata cilicio Tigrane (presumibilmente re Tigrane II) per organizzare il sospirato imbarco da Brindisi verso la Cilicia, poi fallito per il tradimento di quest'ultimo.
Ciò coincise con la decadenza e col progressivo abbandono della città, che venne lentamente ricoperta dai sedimenti alluvionali dei fiumi.
A poca distanza dalla città moderna è situata l'area archeologica di Metaponto con le sue rovine tra cui spiccano le celeberrime Tavole Palatine e il museo archeologico nazionale di Metaponto.
I resti lapidei, colonne, capitelli, travi e altri rinvenimenti della città di Metaponto negli anni sono serviti alla costruzione dei centri storici dei paesi dell'entroterra quali Bernalda, Montescaglioso, Ferrandina e Matera. Secondo Studi Istorici su la Magna Grecia e su la Brezia di Pier Nicola Leoni del 1862 (pag. 409), le colonne che ora sostengono le due navi minori del Duomo di Matera, si credono appartenere a questo tempio.

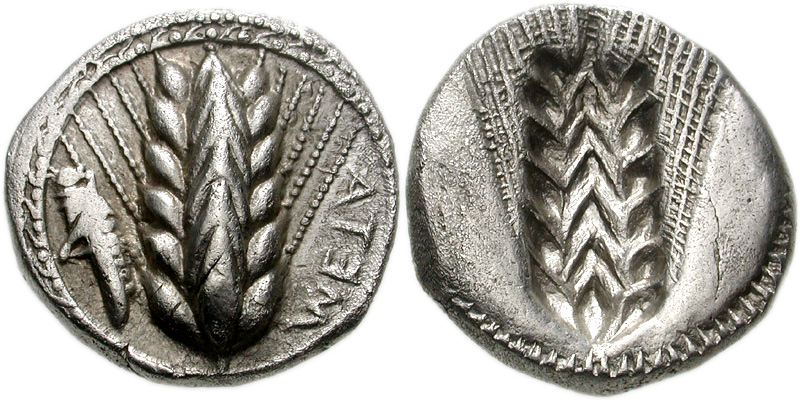
Statere: Spiga di grano / Spiga di grano in incuso
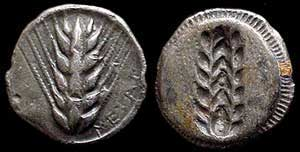
Dracma: Spiga di grano / Spiga di grano in incuso
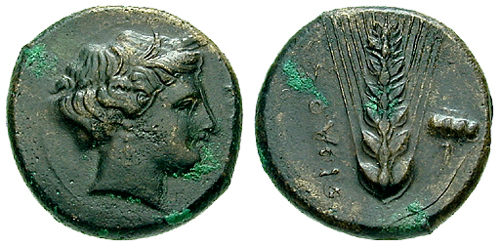
Obolo: Demetra / "ΟΒΟΛΟΣ" Spiga di grano

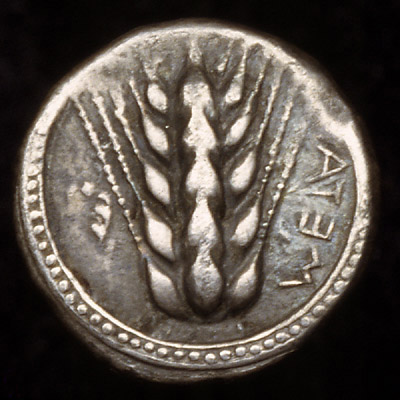
Dracma in argento, Metaponto.
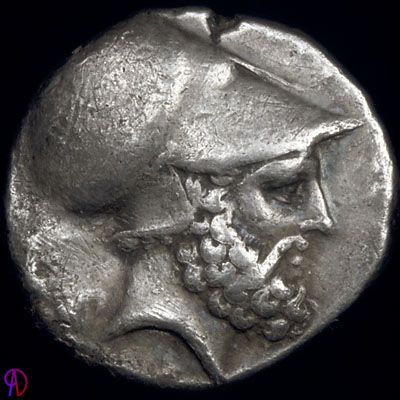
Dracma in argento, Metaponto.
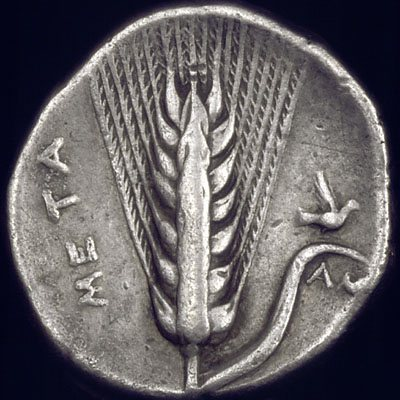
Dracma in argento, Metaponto.

### Medioevo ed età Moderna
Intorno il periodo alto medievale i siti archeologici di Metaponto hanno attraversato un lungo periodo di abbandono come testimoniato da studiosi e viaggiatori avvicendatisi nel corso dei secoli. L'area fu distrutta e fu infestata da paludi e malaria. 

### Età Contemporanea
Solo con l'avvento della Riforma Agraria iniziata negli anni '50 attuata dal Consorzio di Bonifica del Bradano e Metaponto e grazie agli archeologi di tutto il mondo i siti dell'antica Magna Grecia e Torremare ritornarono in pieno splendore e gran parte dei reperti sono conservati nel Museo archeologico nazionale di Metaponto. Metaponto divenne una fiorente località balneare che gli abitanti del luogo denominarono la California del Sud Italia.

## Monumenti e luoghi d'interesse
- Sito archeologico di Metapontum
- Riserva naturale Metaponto
- Tavole Palatine
- Castello Torremare

## Il culto e la festa di San Leone Magno
San Leone Magno è il patrono di Metaponto. A lui è dedicata una piccola Chiesa non più utilizzata del complesso fortificato di Torremare. Dopo le opere di bonifica è stata costruita una nuova Chiesa Parrocchiale intitolata al Santo.
Secondo la tradizione il culto di San Leone Magno a Metaponto ha origine nel Medioevo con lo sbarco sulla costa ionica di gruppi di monaci bizantini costretti a migrare dall'Oriente. Il territorio di Metaponto era disabitato e quindi favorevole alla vita di preghiera solitaria. Metaponto è stata una località di grande importanza nel periodo della Magna Grecia ed ha conservato una millenaria radice ellenica dimostrata dal culto cristiano diffuso dai Monaci orientali.
Anticamente gli abitanti  di Metaponto e Bernalda appartenenti alla classe contadina hanno associato il culto dell'acqua, elemento necessario per la sopravvivenza, alla fede verso San Leone Magno. Giunti al luogo denominato popolarmente "U Pilacc", come rito propiziatorio i contadini appoggiavano la statua del Santo sulla sponda dell'abbeveratoio e  spruzzavano l'acqua.
Attualmente ha luogo La Festa Patronale di San Leone Magno a Metaponto celebrata con un triduo organizzato dal Comitato Festa San Leone Magno e dai gruppi parrocchiali. Le celebrazioni ricadono nella stagione estiva per permettere la partecipazione di un maggior numero di fedeli per il grande afflusso dei turisti.
La manifestazione si articola in quattro momenti fondamentali:
- Celebrazione della Santa Messa presso la Chiesa Parrocchiale di San Leone Magno.
- Prelievo dell'effige del Santo dalla Parrocchia;
- Pellegrinaggio dell'effige di San Leone Magno all'interno di tutte le strutture ricettivo-turistiche della zona del Lido di Metaponto;
- Traversata in mare dell'effige di San Leone con la rievocazione finale dello sbarco dei monaci bizantini, portatori di fede e lavoro nella terra di Basilicata;
- Processione di San Leone Magno Papa e corteo che rievoca lo storico incontro tra San Leone Magno e Attila avvenuto nel 452 a Salionze, frazione del Comune di Valeggio sul Mincio (VR). Per rievocare l'avvenimento sono presenti cavalieri difensori del Papa e cavalieri con costumi ed elmi che richiamano gli Unni. Il numero dei figuranti varia annualmente ed è particolarmente difficile a causa delle elevate temperature estive.

Infine al termine delle celebrazioni hanno luogo spettacoli pirotecnici.

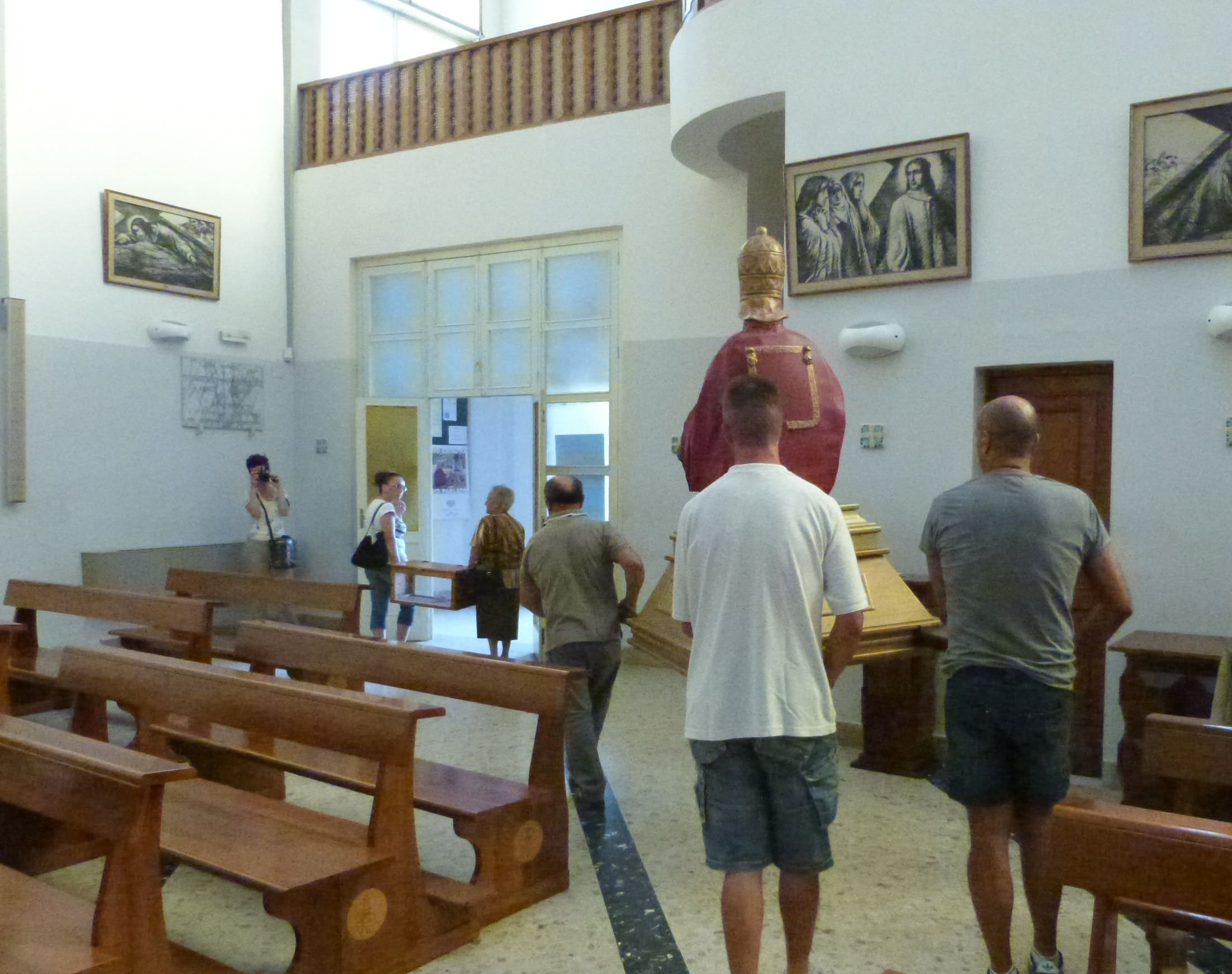
Prelievo della statua di San Leone Magno dalla Parrocchia del borgo.
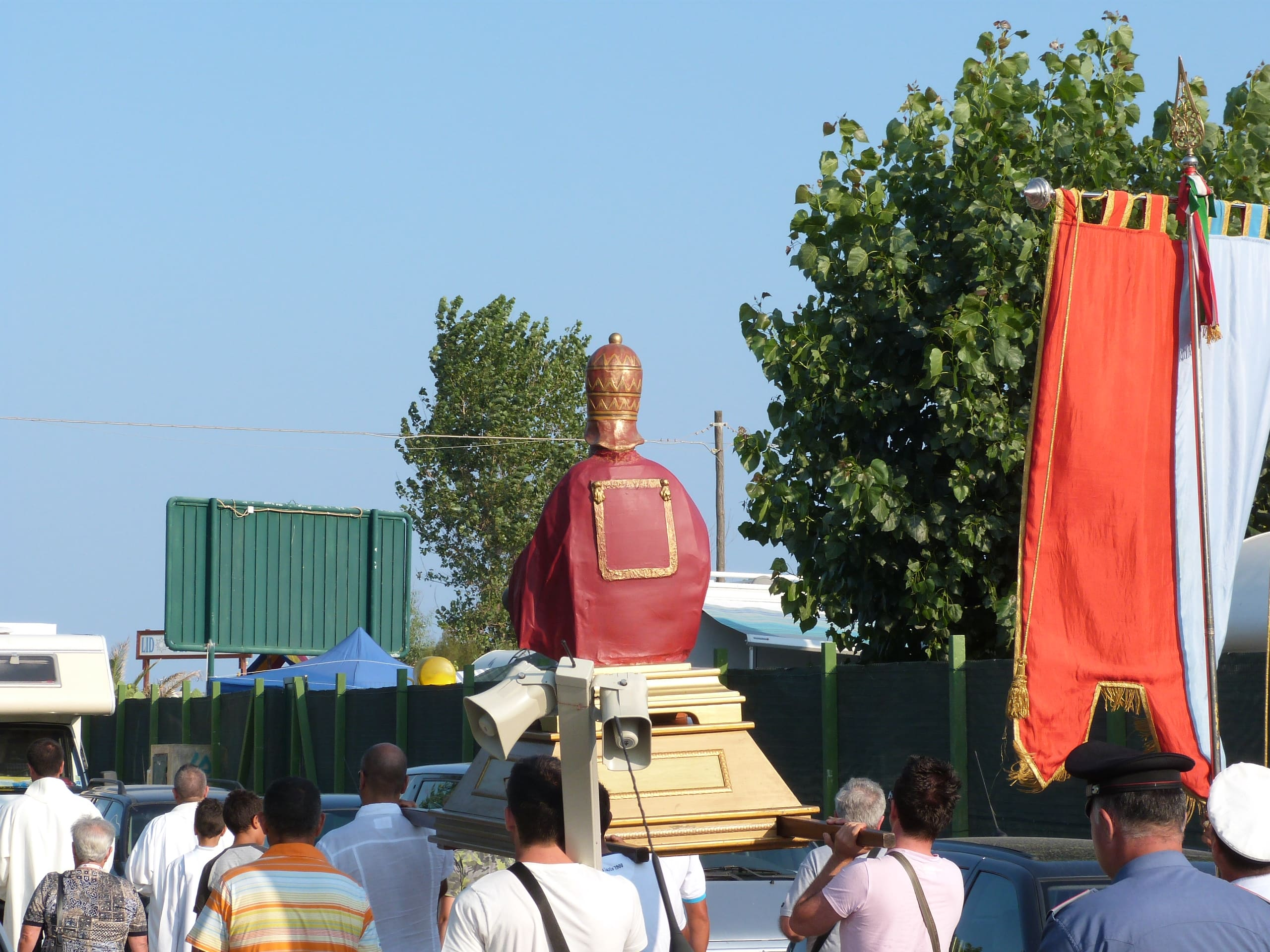
Processione al lido di Metaponto
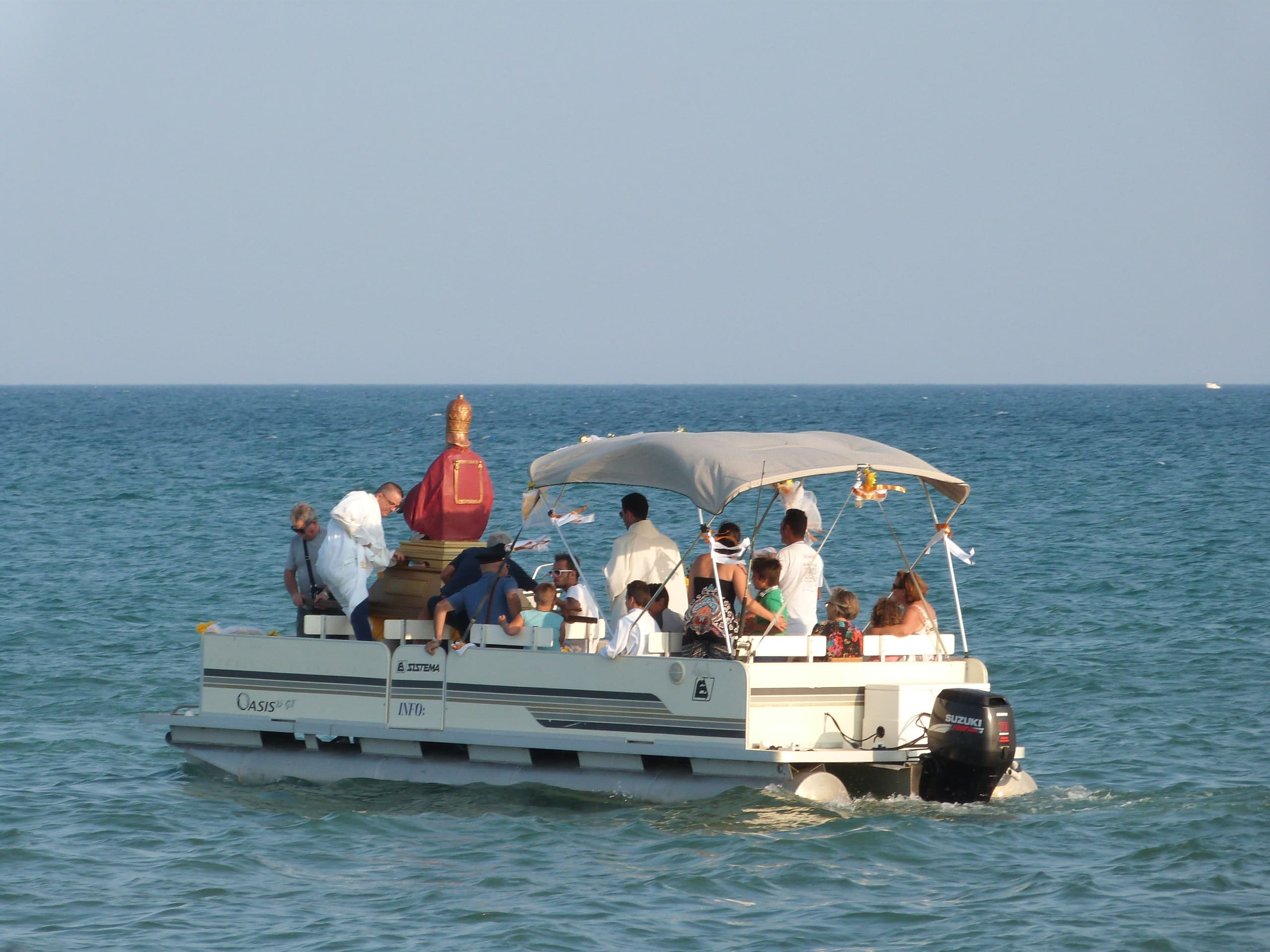
Traversata in mare della Statua di San Leone Magno

## Economia e Ricerca

### Agricoltura
Metaponto ha come motore economico lo sviluppo del settore primario. Da un'agricoltura di tipo familiare attualmente si sono sviluppate aziende e consorzi che riuniscono le aziende e sono finalizzati al commercio nazionale ed europeo dei prodotti ortofrutticoli, in particolare le fragole.

### Attività di ricerca
Il Centro Ricerche Metapontum Agrobios è impegnato in attività per lo sviluppo ed il trasferimento dell'innovazione in agricoltura e nel sistema agro-industriale attraverso progetti di ricerca e servizi agronomici ed analitici con approcci propri delle biotecnologie vegetali. Dal 2013 la gestione è stata affidata all'Agenzia Lucana di Sviluppo e di Innovazione in Agricoltura (Alsia).

## Infrastrutture e trasporti

### Ferrovie
Metaponto dispone di propria stazione ferroviaria, posta sulla linea Taranto-Reggio Calabria, e origine della linea Battipaglia-Potenza-Metaponto.

### Strade
Il territorio di Metaponto è attraversato dalle strade statali 106 Jonica e 407 Basentana e dalla ex strada statale 175 della Valle del Bradano

### Gemellaggi
- Salionze dal 2001 [6]
- Matera dal 2017 [7]
- Samo dal 2019 [8]

## Sport

### Calcio
- La Società Sportiva Italica Metaponto ha giocato nel campionato di terza, seconda e prima categoria lucana.
- A Metaponto ha trascorso l'infanzia il calciatore Simone Zaza.

### Beach volley
- Durante la stagione estiva in numerosi campi presenti si tengono tornei amatoriali di beach volley.

### Ciclismo
- Il 23 maggio 1996 Metaponto è stata sede di partenza della 5ª tappa del Giro d'Italia 1996 con destinazione Crotone, che si è conclusa con la vittoria di Ángel Edo.

## Galleria d'immagini

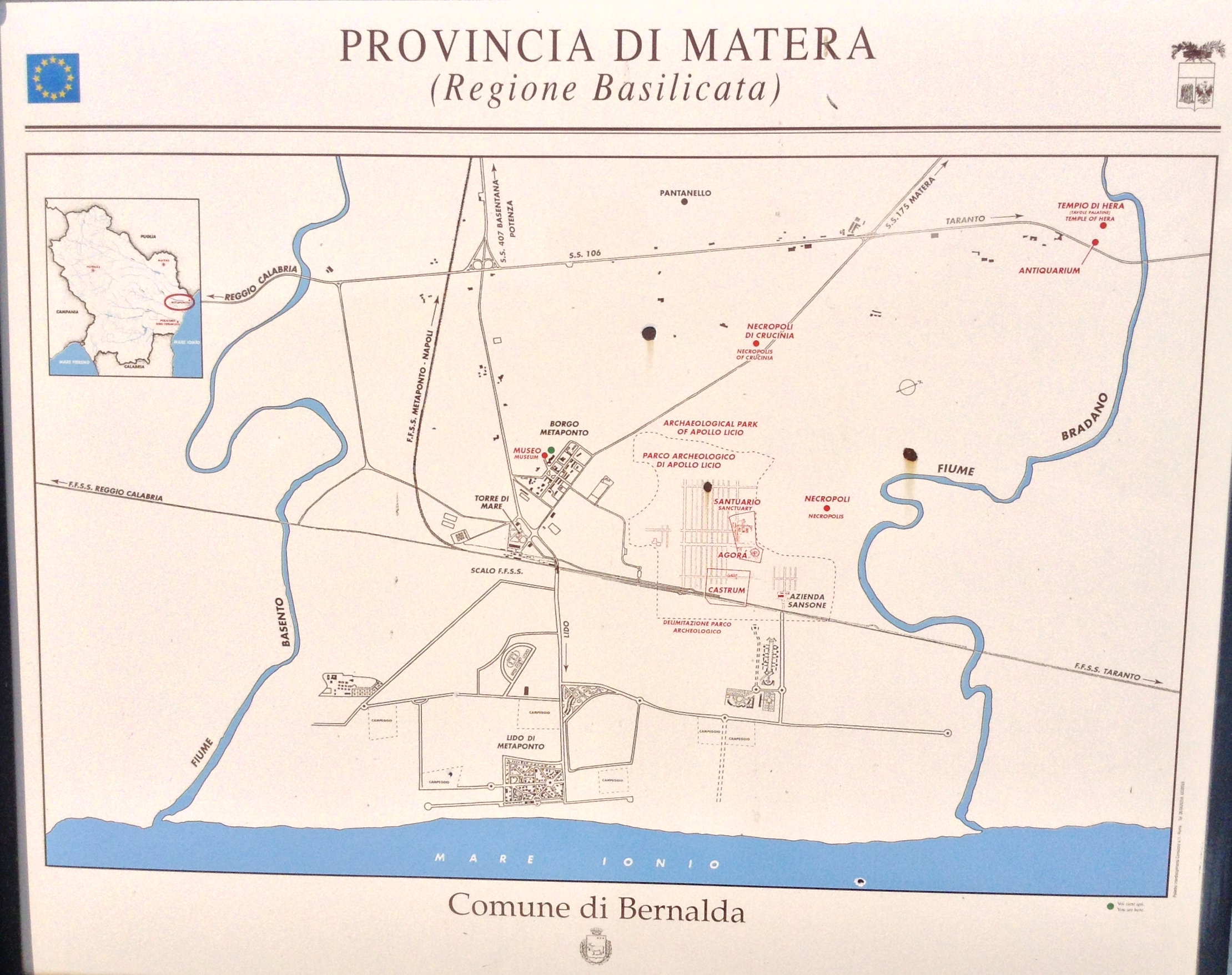
Mappa di Metaponto
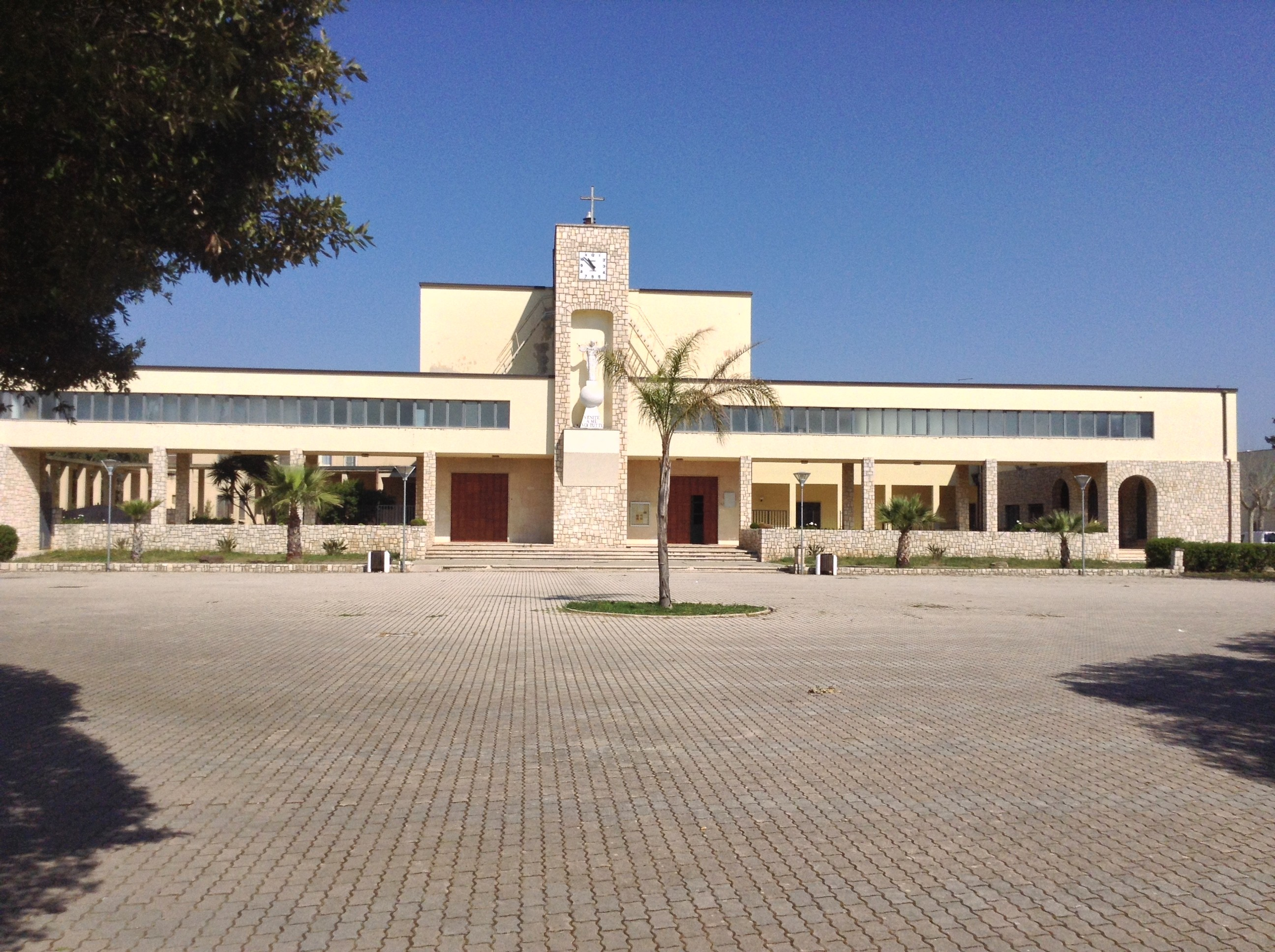
Parrocchia di San Leone Magno a Metaponto Borgo
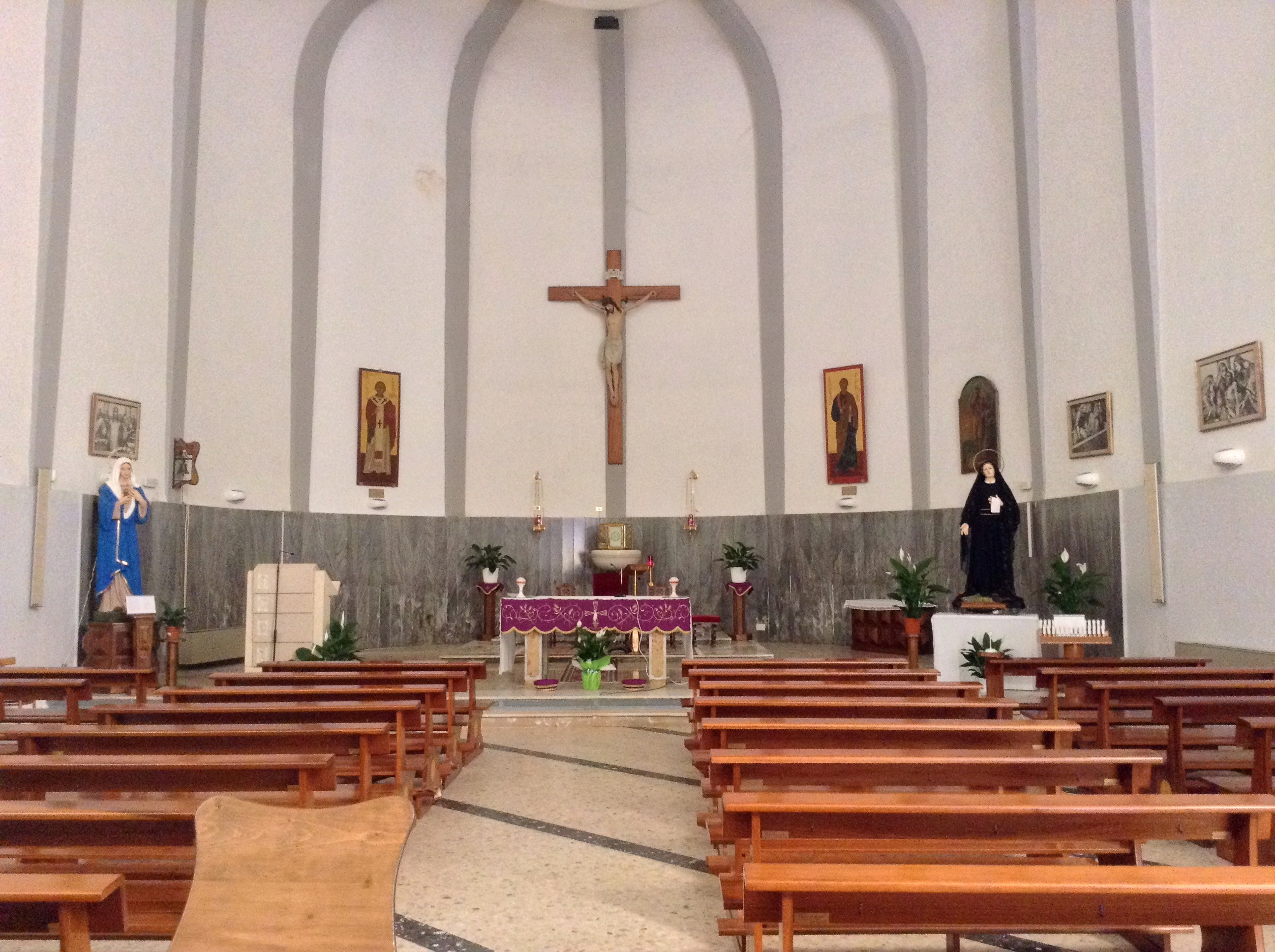
Parrocchia di San Leone Magno a Metaponto Borgo
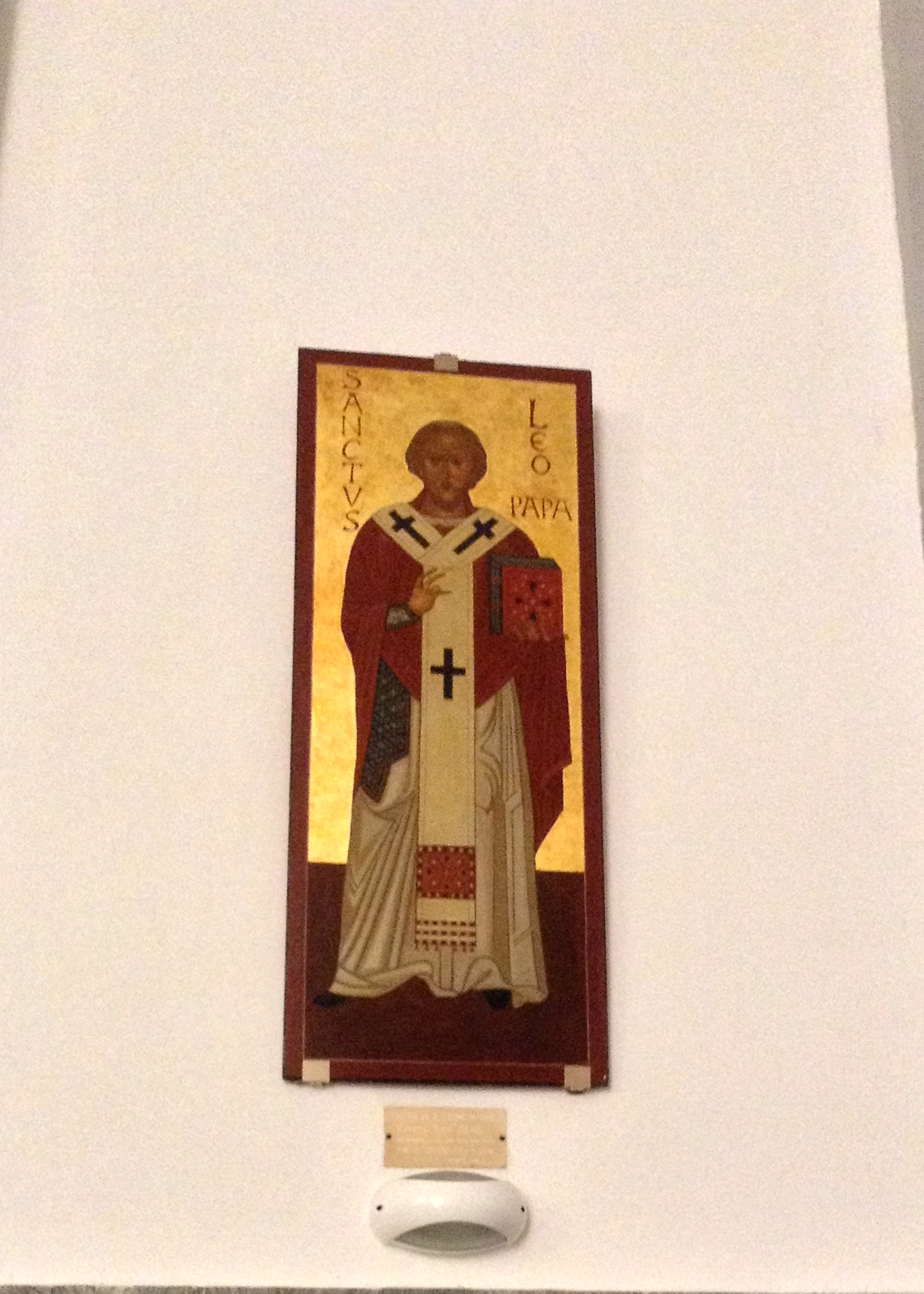
Parrocchia di San Leone Magno a Metaponto Borgo
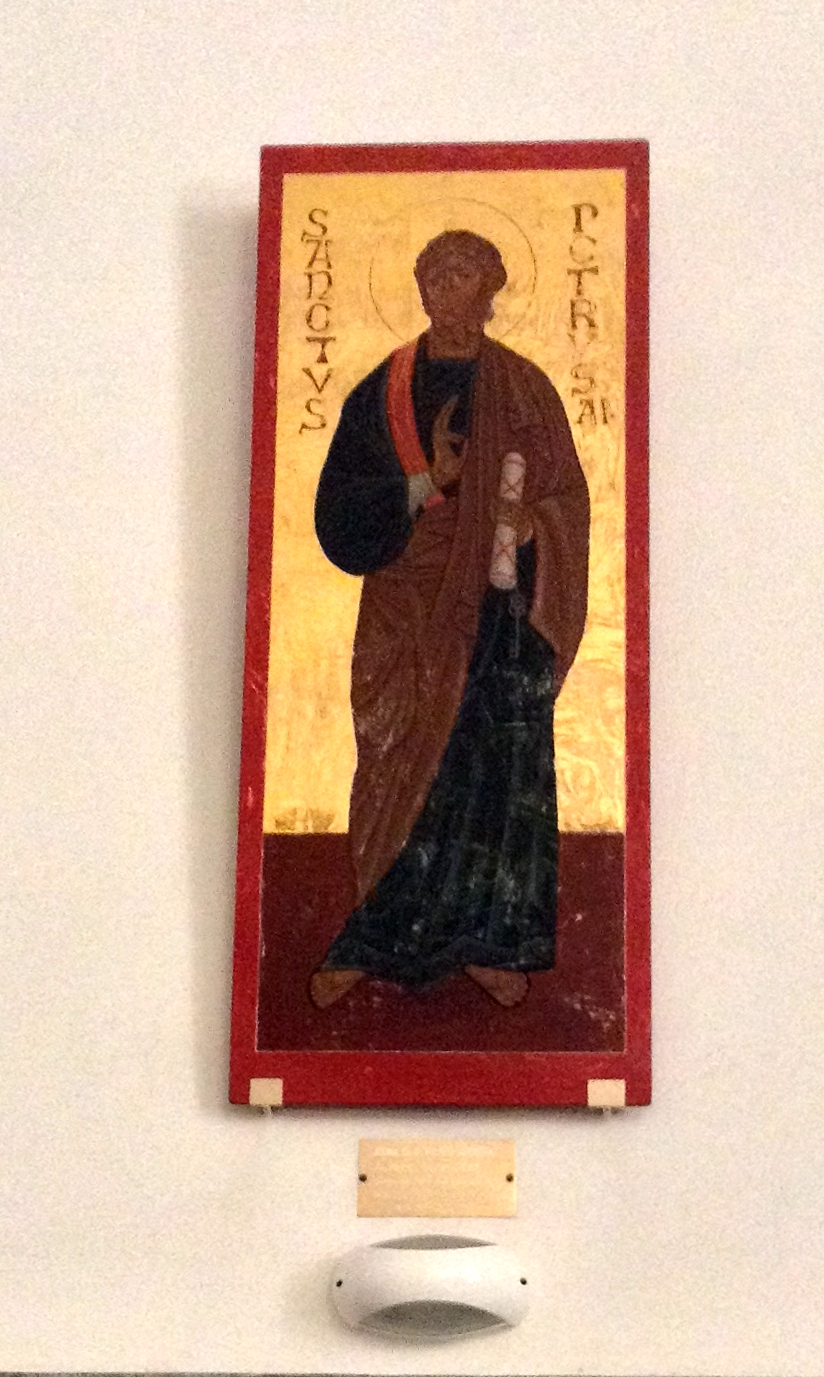
Parrocchia di San Leone Magno a Metaponto Borgo
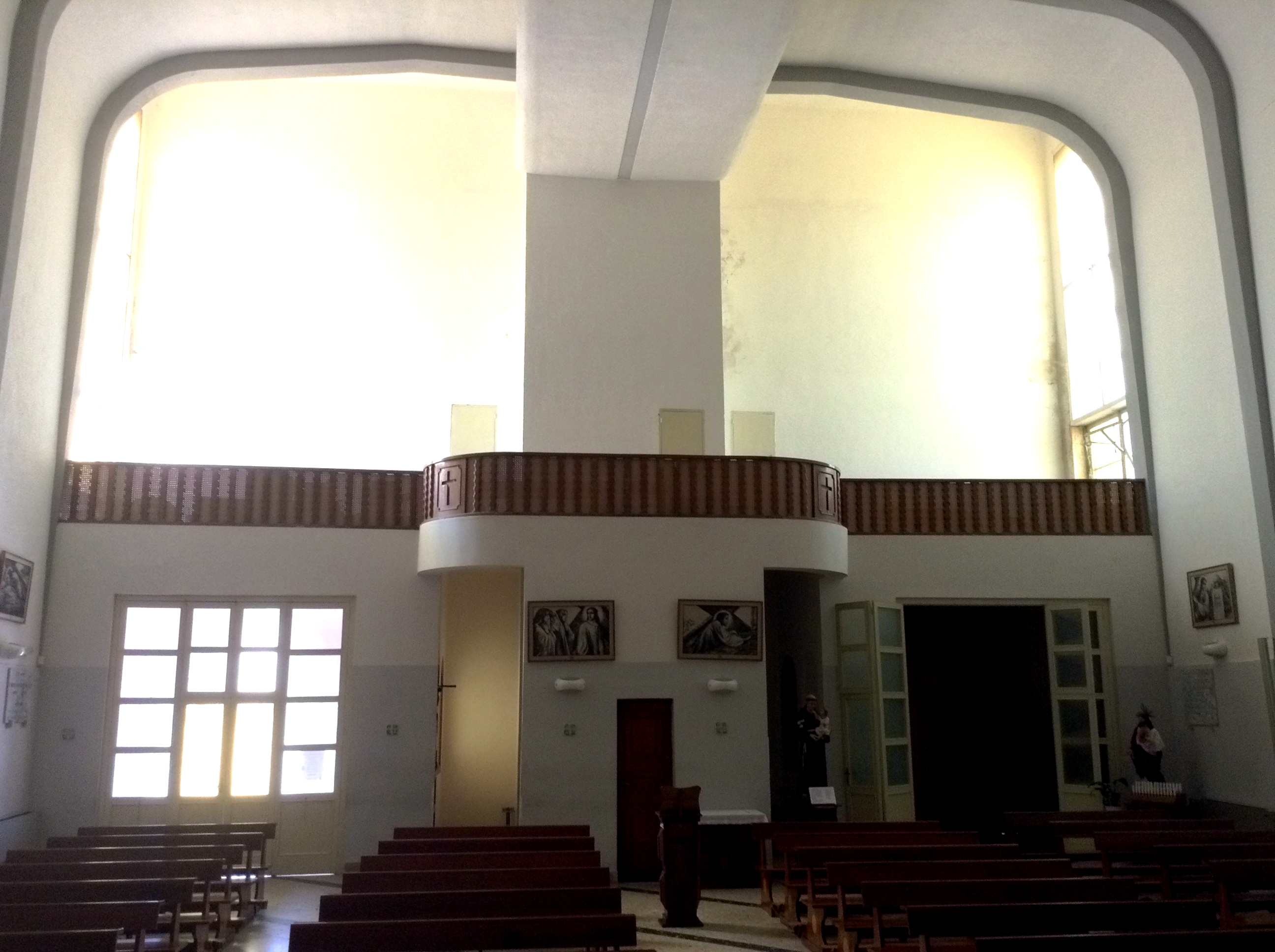
Parrocchia di San Leone Magno a Metaponto Borgo
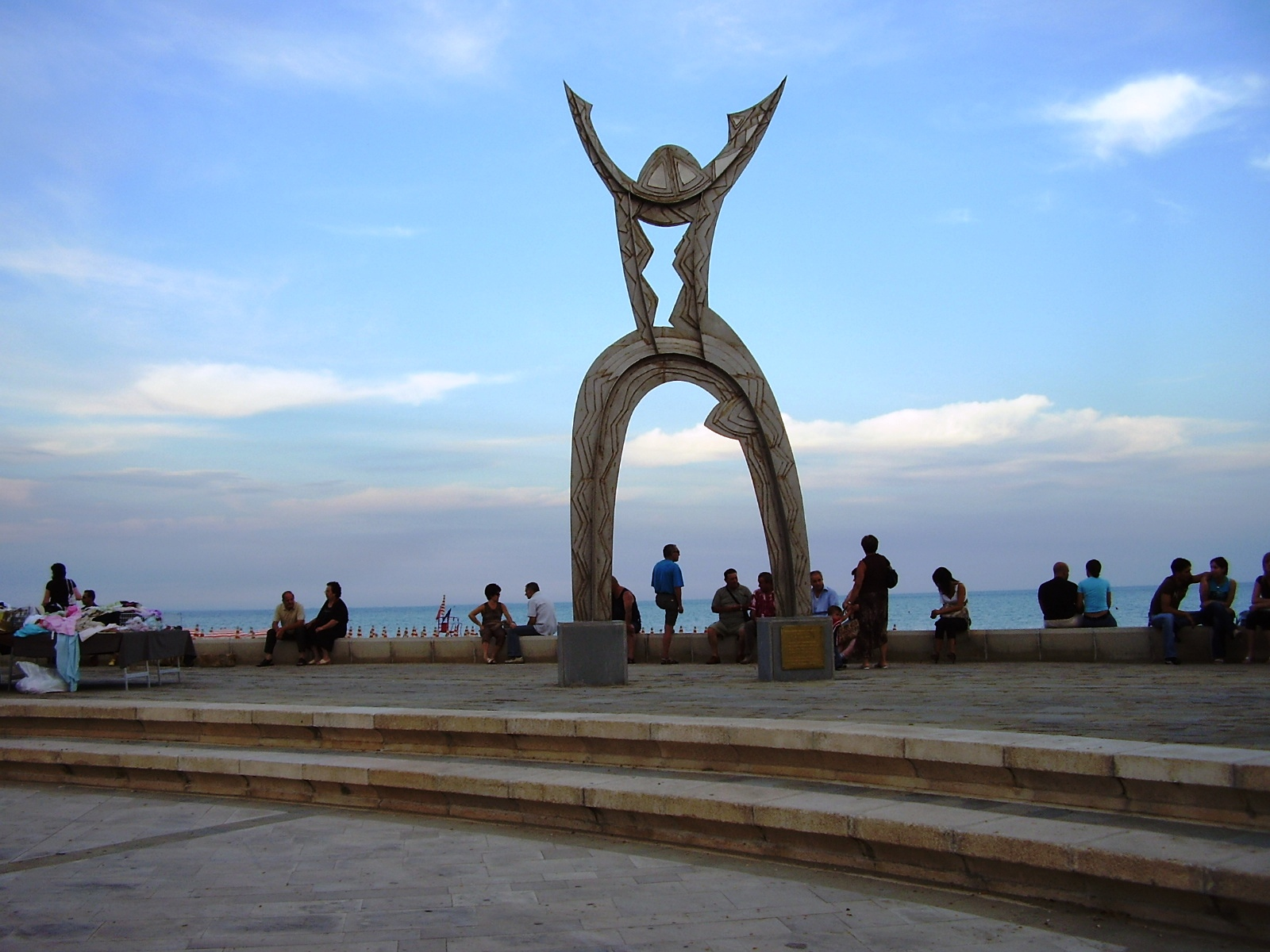
Scultura - l'Alessidamo dell'artista lucano Donato Linzalata
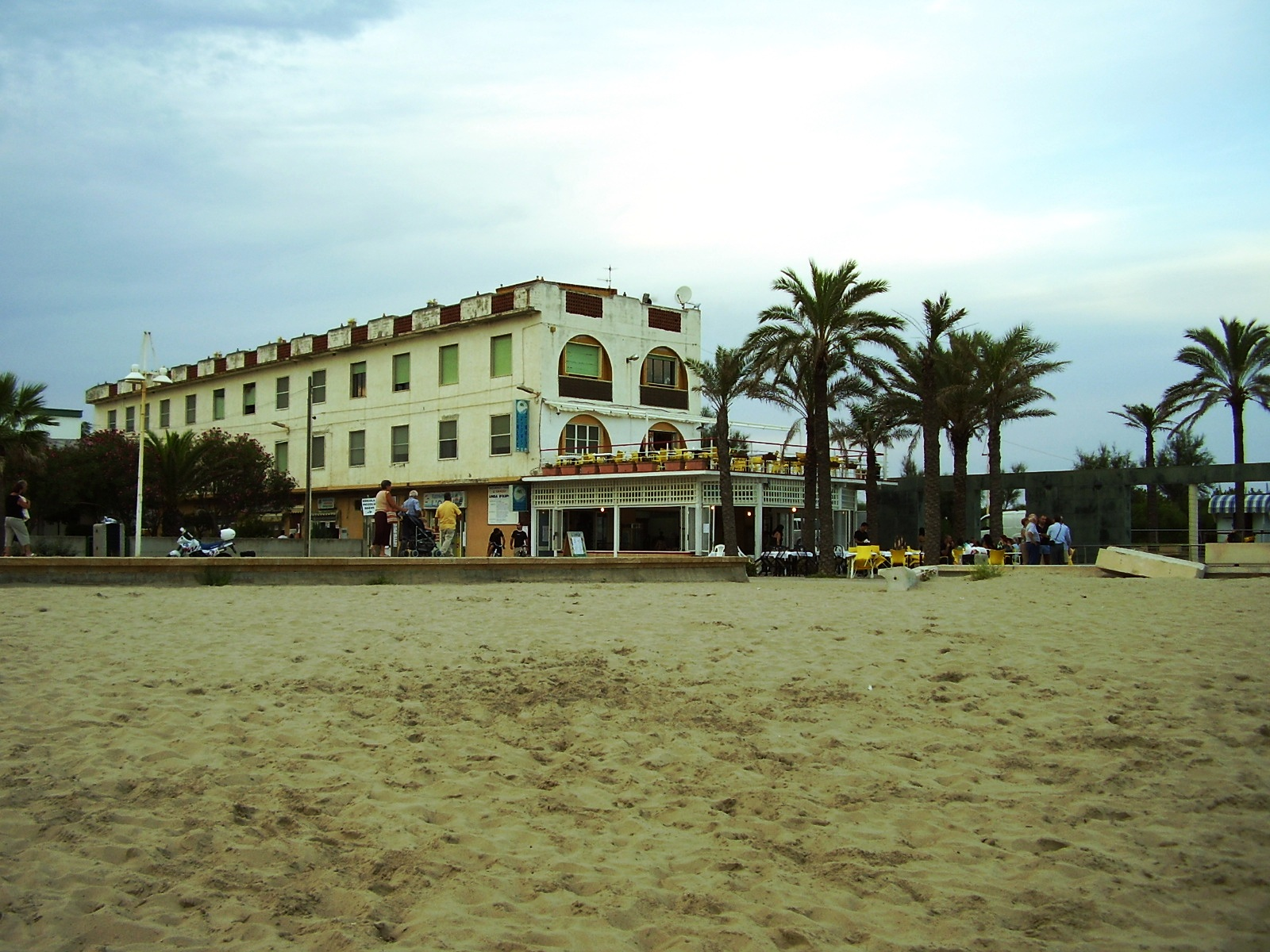
Tratto di spiaggia
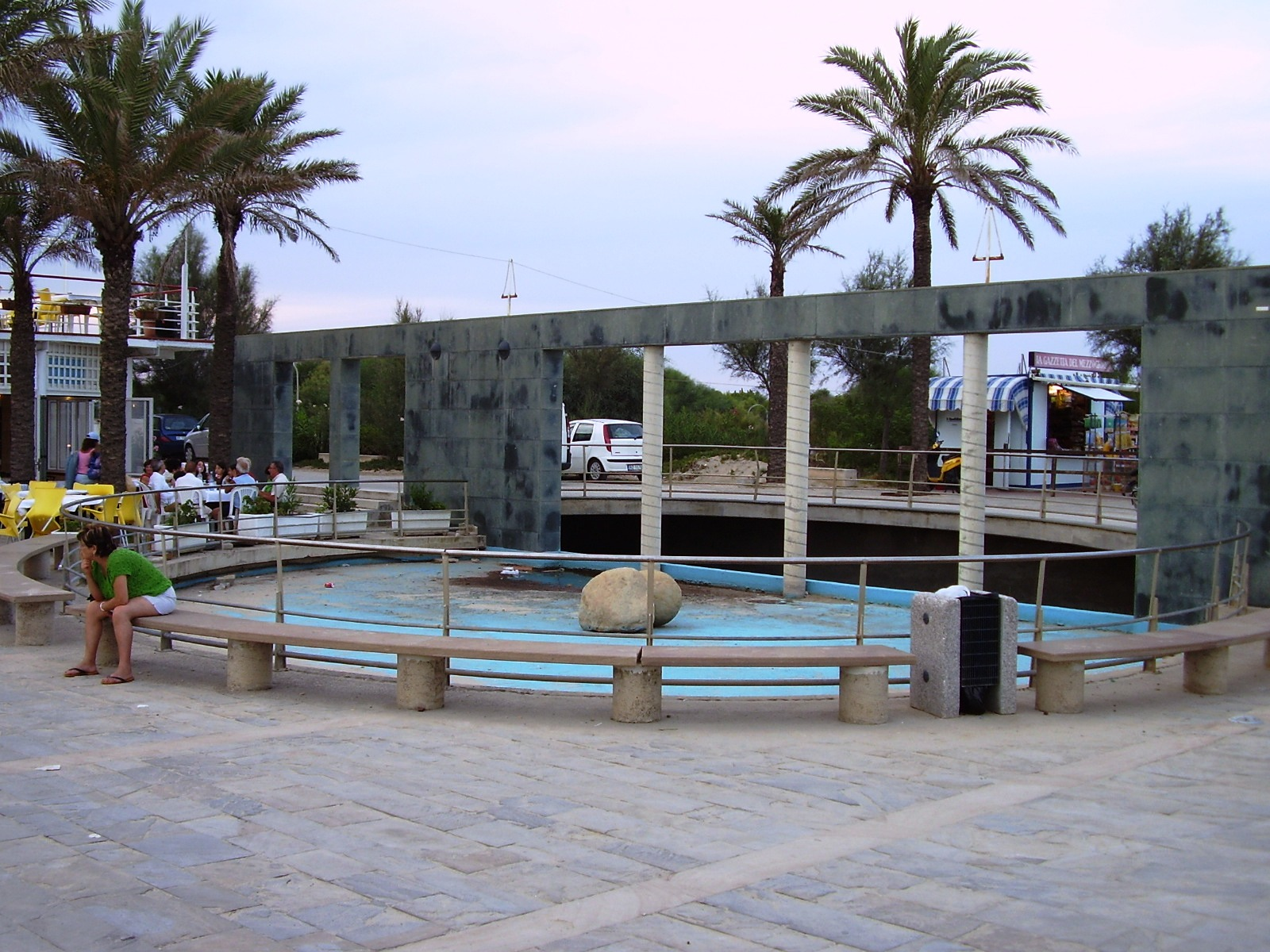
Fontana
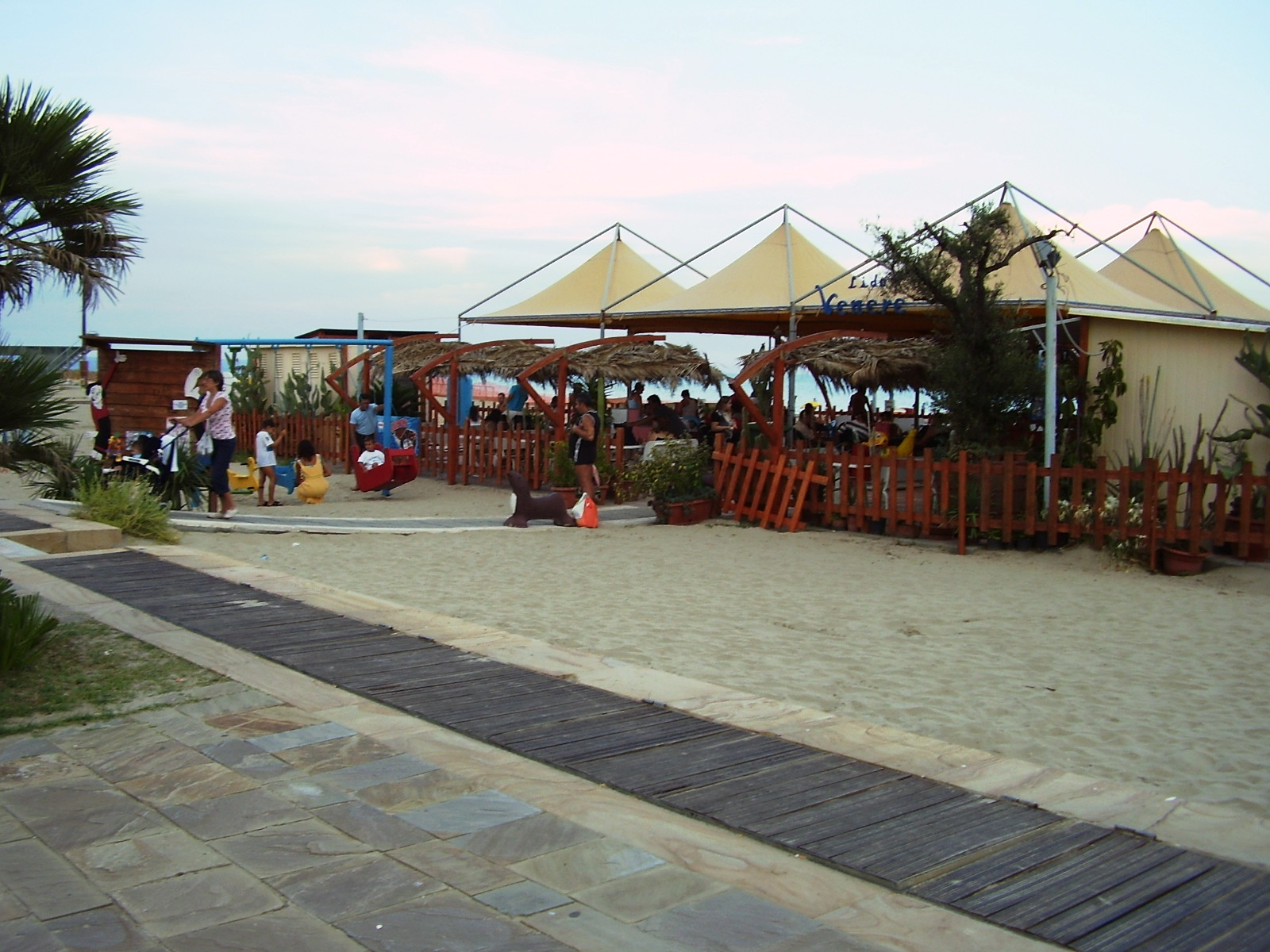
Tratto di lungomare
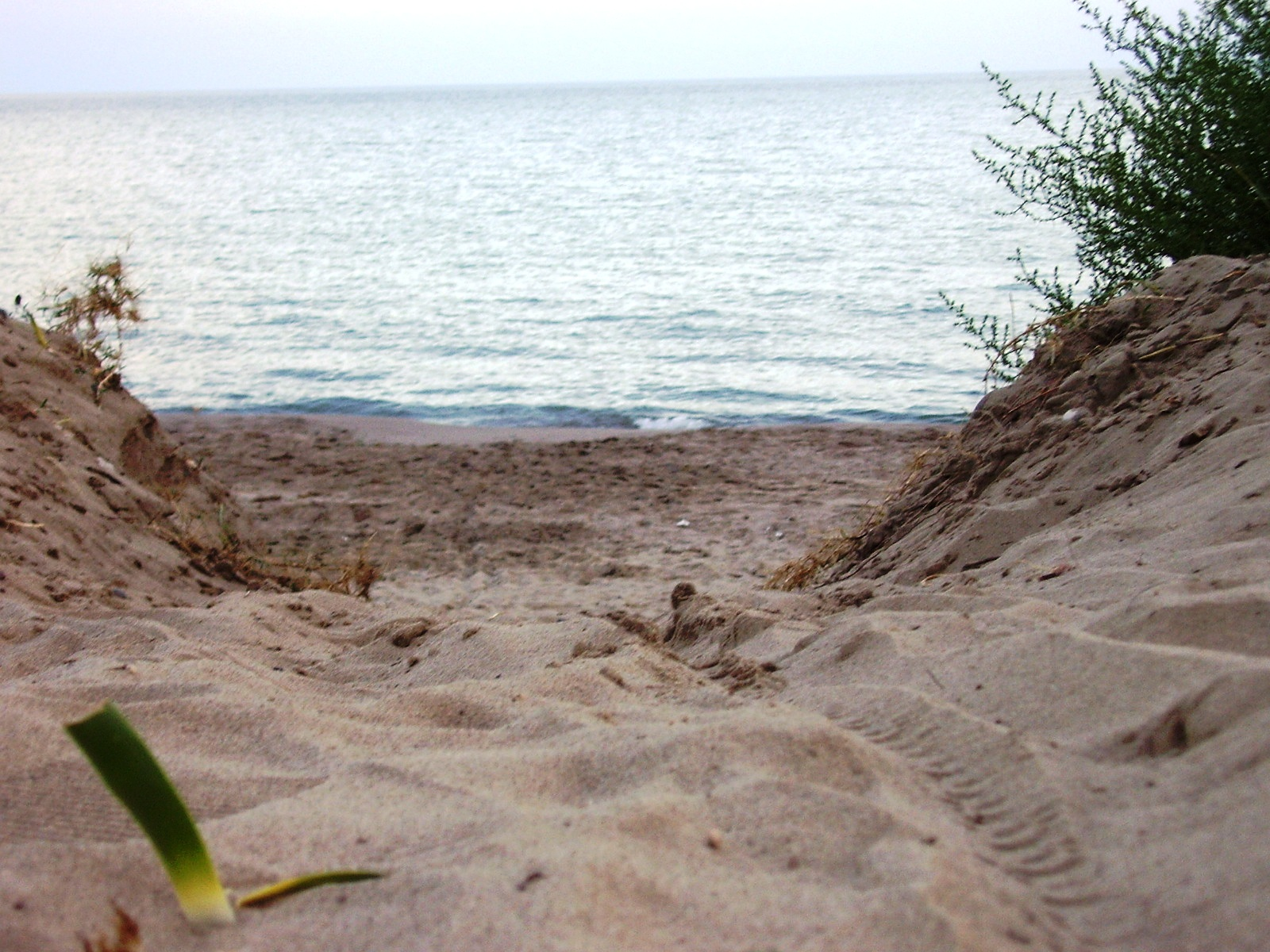
Tratto di spiaggia con duna costiera che crea dislivello
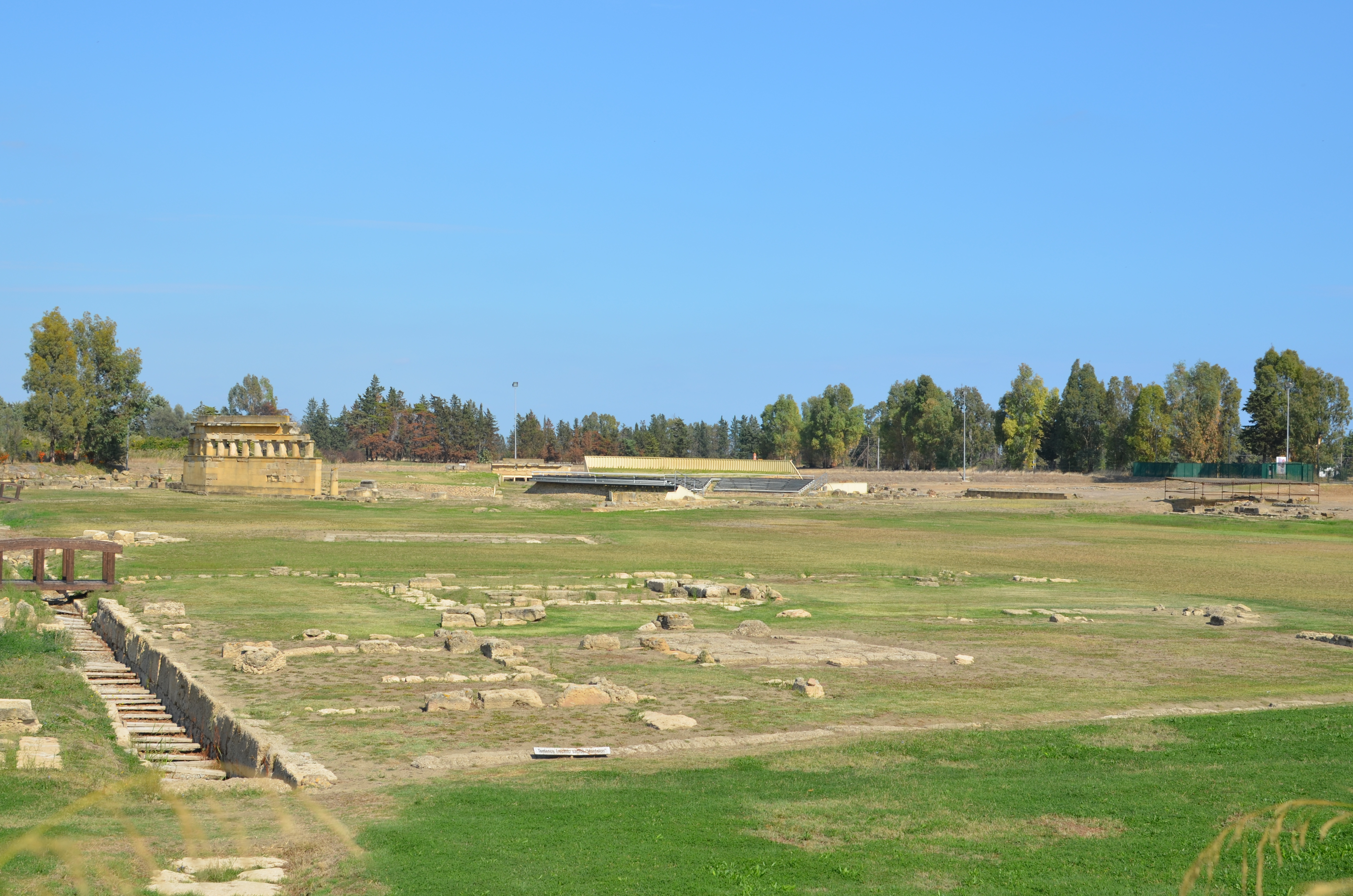
Veduta dell'area archeologica
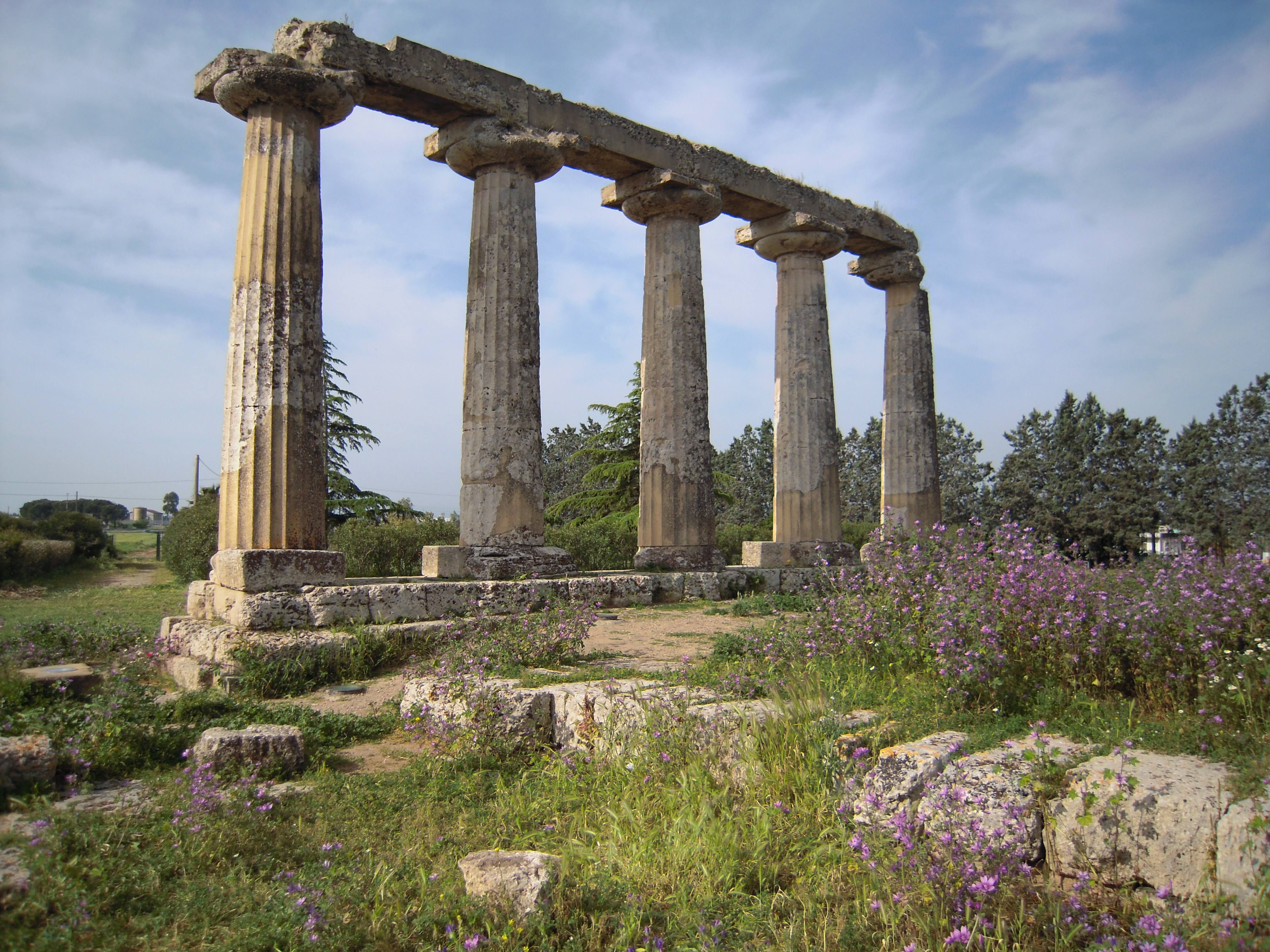
Particolare delle Tavole Palatine
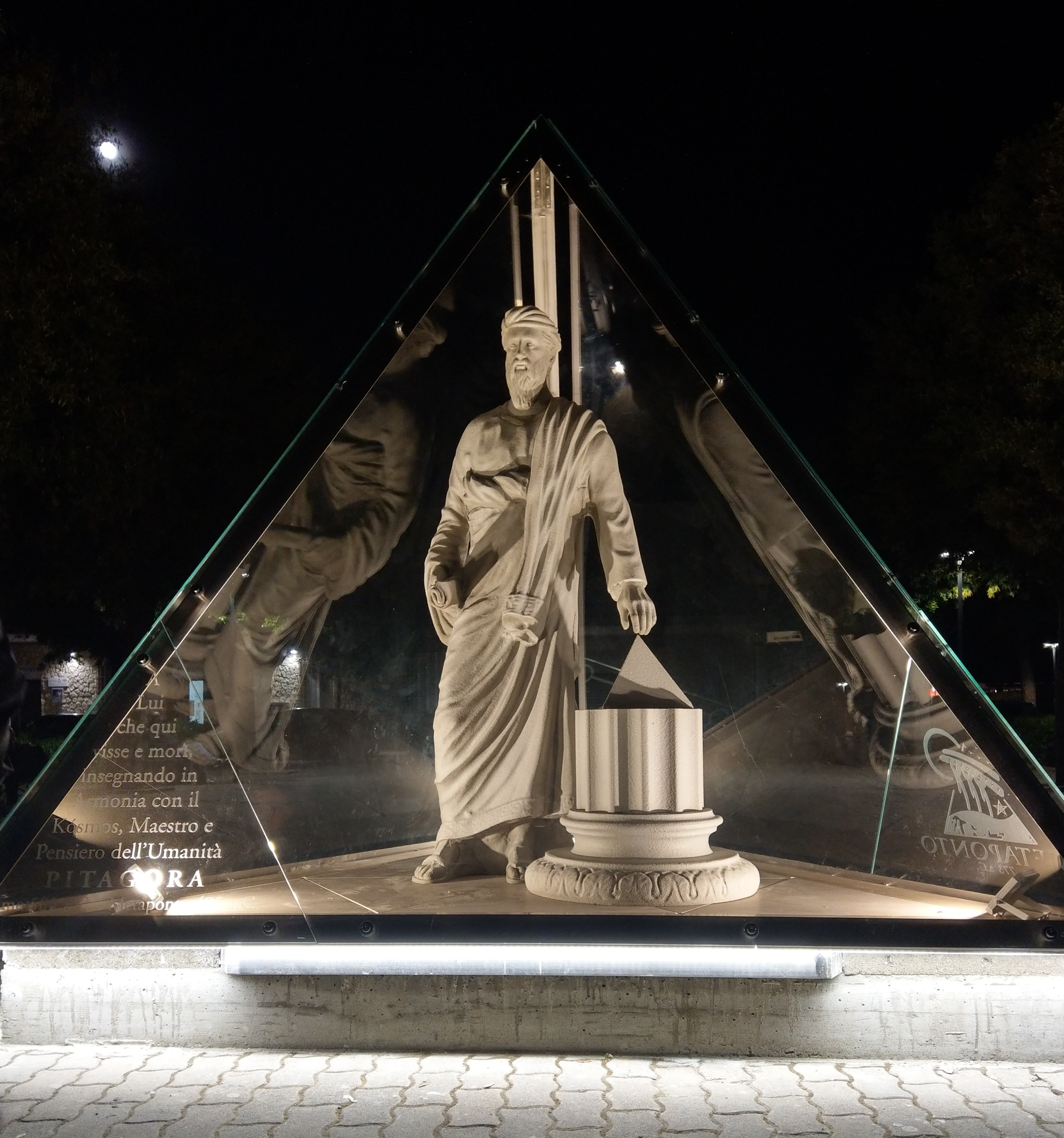
Statua di Pitagora